# Batalha de Mucala (2016)
A Segunda Batalha de Mucala refere-se a um confronto armado entre a Alcaida na Península Arábica (AQAP) e as forças pró-governo Hadi, da coalizão árabe e do Movimento do Sul. O objetivo da ofensiva da coalizão era desativar o recém-ressurgente Emirado da Alcaida no Iêmen, recapturando sua capital Mucala. A batalha conduziu a uma vitória da coalizão, na qual as forças pró-governo Hadi obtiveram o controle de Mucala e das zonas costeiras adjacentes.

## Antecedentes
Mucala é a capital da província de Hadramaute e a quinta maior cidade do Iêmen. A cidade e a maior parte da província sulista ficaram sob controle da Alcaida durante uma ofensiva desta no começo de abril de 2015. O grupo islâmico acabou capturando Mucala, levando-os a estabelecer uma nova sede para o grupo e permitindo que a Alcaida roubasse mais de 200 milhões de dólares americanos do banco central de Mucala e libertasse mais de 300 combatentes da prisão provincial. Após a conquista, os Estados Unidos realizaram muitos ataques aéreos contra o grupo matando um grande número deles.

## Batalha

### Ofensiva terrestre
Em 24 de abril de 2016, soldados dos Emirados Árabes Unidos entraram em Mucala, apoiados por caças,  matando cerca de 30 combatentes da AQAP. No mesmo dia, combatentes da Alcaida começaram a se retirar da cidade para outras partes da província de Hadramaute. Isso ocorreu após negociações com membros da tribo local e clérigos, supostamente para evitar danos a civis e a destruição da cidade pelos ataques contra combatentes da AQAP. Em 25 de abril, as forças pró-governo Hadi e as forças dos Emirados Árabes Unidos haviam recapturado Mucala, juntamente com o restante das regiões costeiras da província de Hadramaute. No mesmo dia, oficiais da coalizão afirmaram que mais de 800 combatentes da AQAP foram mortos nos combates, mas esse número foi contestado por jornalistas iemenitas que cobriram o evento, que afirmaram que o grupo recuou após negociações. No dia 26 de abril, Mucala e o restante dos vilarejos e cidades vizinhas foram liberados das forças da AQAP.

### Envolvimento dos Estados Unidos
Em 6 de maio, o capitão da marinha Jeff Davis, um porta-voz do Pentágono, confirmou que as forças estadunidenses foram posicionadas perto da cidade de Mucala e não revelaram o número de tropas.

## Resultado
Os Emirados Árabes Unidos estabeleceram uma base primária de operações contra a AQAP na cidade libertada. A base de operações especiais permitiu que a CIA e o Joint Special Operations Command (JSOC) tivessem como alvo as células mais fortes da AQAP no Iêmen e permitiram uma cooperação reforçada entre os Emirados Árabes Unidos e os Estados Unidos contra a AQAP.